# ماي هاجيوارا
ماي هاجيوارا (باليابانية: 萩原舞؛ بالكانا: はぎわら まい) هي مغنية يابانية، ولدت في 7 فبراير 1996 في سايتاما في اليابان.

## وصلات خارجية
- ماي هاجيوارا على موقع IMDb (الإنجليزية)
- ماي هاجيوارا على موقع ميوزك برينز (الإنجليزية)
- ماي هاجيوارا على موقع ديسكوغز (الإنجليزية)
- ماي هاجيوارا على موقع قاعدة بيانات الفيلم (الإنجليزية)